# Estació de Sant Josep
Sant Josep és una estació de la xarxa de Ferrocarrils de la Generalitat de Catalunya (FGC) que pertany a les línies L8, S3, S4, S8, S9, R5, R50, R6 i R60 de la Línia Llobregat-Anoia.
L'actual estació està situada sota l'avinguda del Carrilet, entre els carrers Miquel Romeu i Mestre Candi del barri de Sant Josep, a l'Hospitalet de Llobregat (Barcelonès), i es va inaugurar el 1985, amb l'obertura del soterrament de les vies entre aquesta estació i la de Cornellà-Riera.

## Història
L'estació original, el Baixador de Sant Josep, construït a la superfície al quilòmetre PK2,93, va ser inaugurat el 26 de gener de 1957, tot i que els trens del Carrilet ja hi circulaven des del 19 de desembre de 1912. Disposava de doble via amb andanes laterals, en una de les quals s'hi construí l'edifici de viatgers d'una sola planta. Les instal·lacions del baixador es completaven amb un petit quiosc i la caseta del pas a nivell.

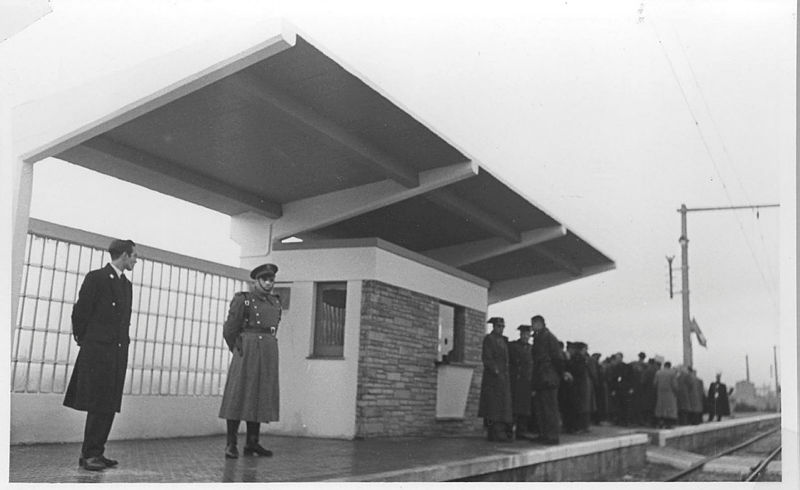
Baixador de Sant Josep dels FGC el dia de la seva inauguració el 26 de gener de 1957. AMHL 843 AF 0001166 /a.Company Fotògraf /d.Ramon Solanich i Riera.

Amb l'electrificació del Carrilet l'any 1928, també s'electrificà el Baixador.
Gràcies als moviments veïnals que començaren a exigir el soterrament del Carrilet, les obres de soterrament del Baixador s'iniciaren l'any 1980, quan s'inicià el soterrament del tram del Carrilet entre l'Hospitalet Centre i Sant Josep, i posteriorment començaren les obres de soterrament del tram entre Sant Josep i la Plaça d'Espanya de Barcelona. Finalment el soterrament del Carrilet entre Sant Josep i Cornellà, i amb conseqüència de la nova estació de Sant Josep soterrada, fou inaugurat el 9 de juliol de 1985, tot i que fins al març de 1987, quan es finalitzà el soterrament entre Plaça d'Espanya i Cornellà, els trens encara sortien a la superfície pel costat Barcelona.
L'any 2009 l'estació de Sant Josep deixà de ser l'única estació de la línia Llobregat- Anoia no adaptada a persones amb mobilitat reduïda, s'ampliava el vestíbul i es construïren els ascensors que uneixen l'exterior amb l'interior.

## L'Estació
L'estació disposa d'un únic accés pel carrer Santiago de Compostel·la, a la cantonada amb l'Avinguda del Carrilet. L'accés està dotat d'una escala fixa, una escala mecànica i un ascensor que porten a un vestíbul on hi ha les màquines de venda automàtica de bitllets (MAE), un pupitre d'atenció al viatger i les barreres de control d'accés a les andanes. La unió entre el vestíbul i cadascuna de les andanes es fa mitjançant una escala fixa i un ascensor.
Al nivell inferior hi trobem l'estació amb les dues andanes laterals de 100 metres de longitud i una doble via central per on circulen els trens.

## Serveis ferroviaris
| Línia Llobregat-Anoia de FGC |        |                     |                             |                                |
| Procedència/Destinació       | <      | Línia               | >                           | Procedència/Destinació         |
| Barcelona - Pl. Espanya      | Gornal |                     | L'Hospitalet - Av. Carrilet | Molí Nou \| Ciutat Cooperativa |
| Barcelona - Pl. Espanya      | Gornal | Can Ros             | L'Hospitalet - Av. Carrilet |                                |
| Barcelona - Pl. Espanya      | Gornal | Olesa de Montserrat | L'Hospitalet - Av. Carrilet |                                |
| Barcelona - Pl. Espanya      | Gornal | Martorell-Enllaç    | L'Hospitalet - Av. Carrilet |                                |
| Barcelona - Pl. Espanya      | Gornal | Quatre Camins       | L'Hospitalet - Av. Carrilet |                                |
| Barcelona - Pl. Espanya      | Gornal | Manresa-Baixador    | L'Hospitalet - Av. Carrilet |                                |
| Barcelona - Pl. Espanya      | Gornal | Igualada            | L'Hospitalet - Av. Carrilet |                                |
| Barcelona - Pl. Espanya      | Gornal | Manresa-Baixador    | L'Hospitalet - Av. Carrilet |                                |
| Barcelona - Pl. Espanya      | Gornal | Igualada            | L'Hospitalet - Av. Carrilet |                                |

## Accessos
- Disposa d'únic accés pel carrer Santiago de Compostel·la, cantonada amb Avinguda del Carrilet.[2]